# Centro Universitário Estácio da Bahia
O Centro Universitário Estácio da Bahia (Estácio Bahia) é uma instituição de ensino superior privada brasileira fundada em 1996 no bairro de Costa Azul, de Salvador, com o nome Faculdades Integradas da Bahia (FIB), e posteriormente passou a fazer parte do grupo de universidades YDUQS. São aproximadamente 11 mil alunos matriculados entre os 19 cursos de graduação (bacharelados e licenciaturas) e 12 cursos de graduação tecnológicas, divididos entre seus três câmpus.

## História
Na década de 1990, criou o primeiro curso de graduação em Administração Hoteleira da Bahia, em parceria com a Associação Brasileira da Indústria de Hotéis da Bahia (ABIH-BA). A portaria ministerial de autorização do funcionamento do curso foi publicada em diário oficial em dezembro de 1997, permitindo o curso de Administração com habilitações em Administração Geral e Administração Hoteleira.
Em 2004, a FIB se transformou em centro universitário conforme normas do Ministério da Educação (MEC). Isso a permitiu ofertar cursos novos e mais vagas nos cursos existentes sem prévia autorização do ministério.
Em 2005, 6,77% das matrículas realizadas em Salvador foram na FIB, segundo dados do Instituto Nacional de Estudos e Pesquisas Educacionais Anísio Teixeira (INEP).
Em 2011, o curso de Farmácia perdeu 32 vagas, das 106 que ofertava, por ter obtido resultado insatisfatório em avaliações do MEC na Bahia. A redução ocorreu em outras instituições do país, nos cursos de farmácia, enfermagem e odontologia, por também receberem nota 1 ou 2 no Conceito Preliminar de Curso (CPC) de 2010.
Era mantida pela Sociedade Tecnopolitana da Bahia (STB), a qual foi presidida nos anos de 2006 e 2007 por Nelson Manoel de Mello Souza e foi um sociedade sem fins lucrativos até outubro de 2005, quando foi transformada em sociedade empresária. Em 2010, a Estácio Participações incorporou a STB e outras 14 instituições à Sociedade de Ensino Superior, Médio e Fundamental (IREP), instituição mantenedora desde então.

## Estrutura

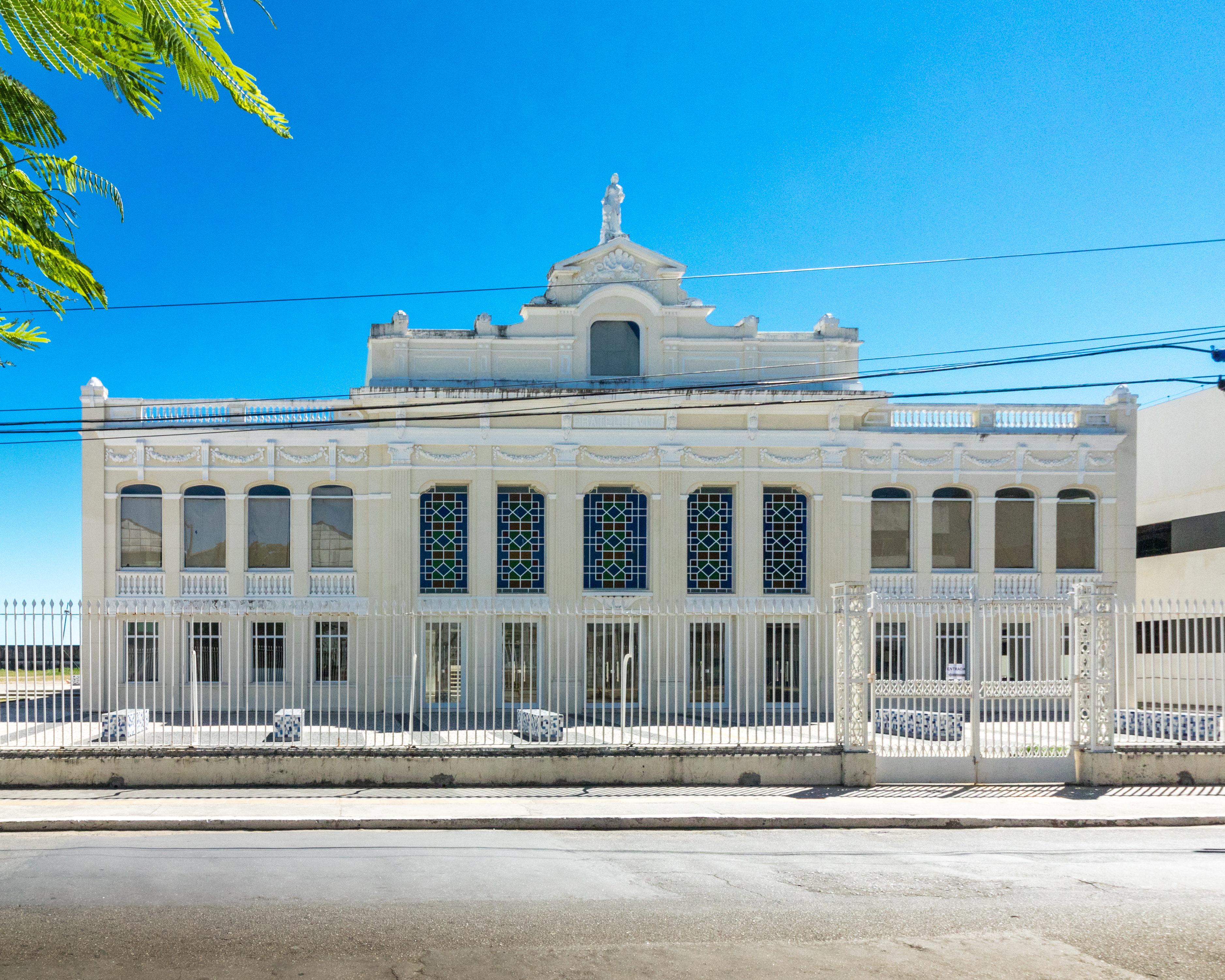
Fachada do prédio tombado onde funciona o Câmpus Fratelli Vita.

O Centro Universitário Estácio da Bahia tem oferece cursos de graduação e pós-graduação lato sensu e stricto sensu em diversas áreas do conhecimento. A estrutura física de oferta de cursos se desenrola em três câmpus/polos:
- Gilberto Gil — Com instalações adequadas ao ensino e à integração de todos os órgãos que compõem sua estrutura educacional, o campus Gilberto Gil dispõe de estacionamento, salas climatizadas, diversos laboratórios para prática acadêmica e profissional, área de convivência, livre acesso à internet, bibliotecas e tudo que alunos, funcionários e professores necessitam para as atividades educacionais.[11]
- Câmpus Fratelli Vita — fica na Rua Barão de Cotegipe, na região da cidade baixa de Salvador. Nele são ministradas as aulas dos cursos de Administração, Gestão Ambiental, Logística, Serviço Social, entre outros. Possui salas de aulas amplas, climatizadas e gadgets multimídia, biblioteca com acervo atualizado, NPJ, área de convivência para os alunos, estacionamento e modernos laboratórios de informática.[12] Ao fim de 2006, A Estácio FIB anunciou o fim das negociações de três anos para adquirir o terreno de 16,5 mil metros quadrados da rua Barão de Cotegipe.[13] Com a compra, a instituição de ensino então começou a transformação gradual, ao longo de cinco anos, do prédio da fábrica em um de seus câmpus.[13] Com o projeto desenvolvido por estudantes de mestrado da Universidade Federal da Bahia (UFBA) e orçamento de 25 milhões de reais, a Estácio FIB projetou o restauro da fachada do imóvel, o uso do pátio central como área de exposições, o início das aulas em janeiro de 2007 e a oferta de duas mil vagas em cursos de graduação em 2012.[13]
- Costa Azul — além de salas climatizadas, praça de alimentação e delicatessen, serviço de gráfica e copiadora, área de convivência e estacionamento, a FIB também dispõe de Laboratórios que atendem as necessidades de professores e alunos dos cursos.[14]